# 大多和元勝
大多和 元勝（おおたわ もとかつ）は、安土桃山時代から江戸時代初期にかけての武士。毛利氏の家臣で長州藩士。祖父は毛利水軍の将の一人として石山合戦などで活躍した大多和就重、父は大多和元直。

## 生涯
天正17年（1589年）、毛利氏家臣である大多和元直の嫡男として生まれる。
天正20年（1592年）から始まる文禄の役に父・元直が従軍して朝鮮に渡ったが、文禄2年（1593年）5月20日に戦死した。この時の元勝はまだ幼かったため、輝元は同年9月11日に元勝の外祖父にあたる佐世元嘉へ書状を出し、元直の後継は元勝とするので、元直の後家（佐世元嘉の娘）にも申し聞かせるよう述べている。そして文禄3年（1594年）4月3日、輝元は元勝に家督と234石余の所領の相続を認めた。
慶長9年（1604年）7月1日、輝元の加冠を受けて元服し、「元」の偏諱を与えられて「元勝」と名乗る。
慶長10年（1605年）7月2日に熊谷元直や天野元信らが粛清された後の同年12月14日に書かれ、毛利氏家臣820名が連署して毛利氏への忠誠を誓った起請文に、元勝も424番目に「大多和与次」と署名している。
慶長13年（1608年）12月13日には「惣兵衛尉」の官途名を与えられた。
その後、毛利秀就、綱広の2代にも仕え、万治3年（1660年）10月3日に死去。享年72。子の就勝が後を継いだ。